# Droga wojewódzka 253
Die Droga wojewódzka 253 (DW 253) ist eine 20 Kilometer lange Droga wojewódzka (Woiwodschaftsstraße) in der polnischen Woiwodschaft Kujawien-Pommern und der Woiwodschaft Schlesien, die Łabiszyn mit der Droga wojewódzka 251 in Murczyn verbindet. Die Strecke liegt im Powiat Żniński.

## Streckenverlauf
Woiwodschaft Kujawien-Pommern, Powiat Żniński
-  Łabiszyn (Labischin) (DW 246, DW 254)
- Załachowo (Friedrichsfelde)
-  Murczyn (Murtschin) (DW 251)